# Хорошев (Белогорский район)
Хорошев (укр. Хорошів) — село в Белогорском районе Хмельницкой области Украины.
Население по переписи 2018 года составляло 731 человек. Телефонный код — 384195. Код КОАТУУ — 6820389001.

## Местный совет
30220, Хмельницкая обл., Белогорский район, с. Хорошев, ул. Центральная, 50